# یونس کابول
یونس کابول (فرانسوی: Younès Kaboul‎; عربی: يونس قابول؛ زادهٔ ۴ ژانویهٔ ۱۹۸۶)، بازیکن فوتبال اهل فرانسه است.
او تاکنون در تیم‌های اوسر، تاتنهام هاتسپر، پورتسموث، ساندرلند و واتفورد بازی کرده‌است.
وی در سال ۲۰۱۱، ۵ بازی برای تیم ملی فوتبال فرانسه انجام داد.